# Momerstroff
Momerstroff è un comune francese di 276 abitanti situato nel dipartimento della Mosella nella regione del Grand Est.

## Società

### Evoluzione demografica

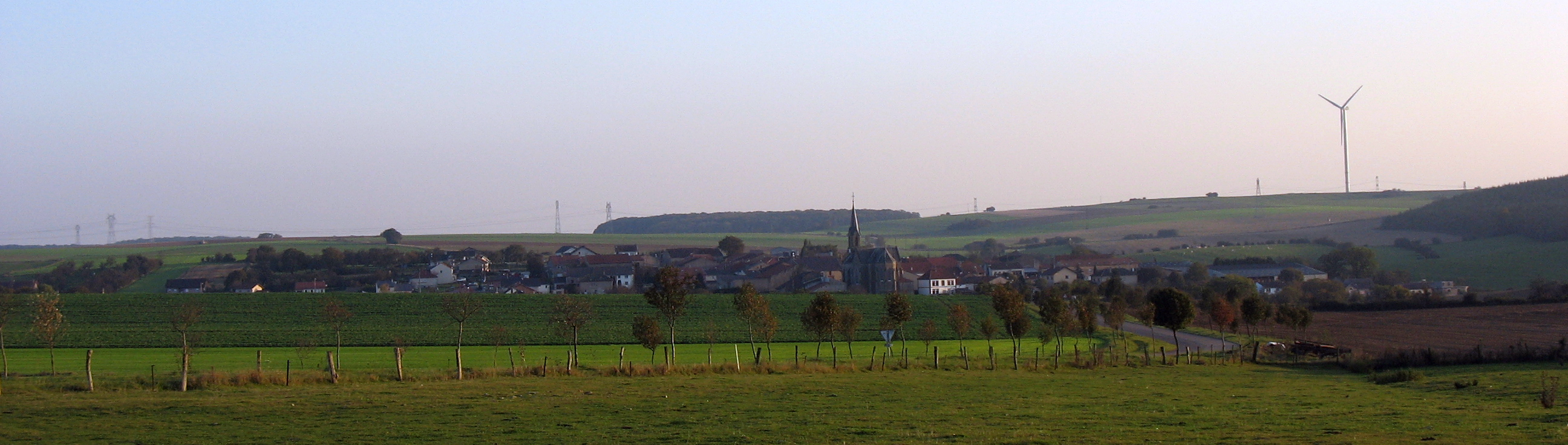
Momerstroff

Abitanti censiti